# Matthieu Lièvremont
Pour les articles homonymes, voir Lièvremont.
Pas d'image ? Cliquez ici

a Compétitions nationales et continentales officielles uniquement.

b Matchs officiels uniquement.
Matthieu Lièvremont, né le 6 novembre 1975 à Perpignan (Pyrénées-Orientales), est un joueur français de rugby à XV et à sept qui évolue au poste de troisième ligne aile.

## Biographie
Matthieu Lièvremont commence sa carrière à l'ES Catalane en groupe A2 de première division et  dispute un huitième de finale du championnat de France en 1996, perdu contre le Stade toulousain. Cela lui donne le droit d’accéder à l’élite, mais ses dirigeants doivent refuser la montée pour des raisons financières.
Il signe alors à l'USA Perpignan mais ne joue pas la finale "fratricide" de 1998, où ses frères Marc, pour le Stade français, victorieux, et Thomas, pour Perpignan, s'affrontent. Il est toutefois remplaçant, l'année suivante, avec son nouveau club du Stade toulousain et sera champion de France. En 2001, il ne joue pas la finale et rejoint Agen, avec qui il perd la finale l'année suivante contre le Biarritz olympique de son frère Thomas.
En mars 2007, il est sélectionné avec les Barbarians français, aux côtés de son frère Thomas, pour jouer un match contre l'Argentine à Biarritz. Les Baa-Baas s'inclinent 28 à 14.
Alors qu'il aurait dû connaître ses débuts internationaux dès l'été 2007 en Nouvelle Zélande, il est contraint de déclarer forfait.Le début de sa carrière internationale est ainsi reportée d'un an. Ses deux sélections seront donc obtenues sous la direction de son frère, Marc, nouveau sélectionneur.
En novembre 2009, il est invité avec les Barbarians français pour jouer un match contre un XV de l'Europe FIRA-AER au stade Roi Baudouin à Bruxelles. Ce match est organisé à l'occasion du 75e anniversaire de la FIRA – Association européenne de rugby. Les Baa-Baas l'emportent 26 à 39.
En 2010, Matthieu Lièvremont prolonge son contrat avec l'US Dax pour deux saisons.
À l'intersaison 2013, il rejoint le club voisin de Saint-Paul Sports Rugby, dans le sillage de son coéquipier Laurent Diaz.
Il a deux frères évoluant dans le rugby professionnel : Marc, ancien international français et ancien sélectionneur de l'équipe de France de rugby (2007-2011) et Thomas, également international français, qui fut son entraîneur à l'US Dax pour les saisons 2008-2009 et 2009-2010.

## Carrière

### En club
- 1996-1998 : USA Perpignan
- 1998-2001 : Stade toulousain
- 2001-2007 : SU Agen
- 2007-2013 : US Dax
- Depuis 2013 : Saint-Paul Sports

### En équipe nationale
Il a honoré sa première cape internationale en équipe de France le 28 juin 2008 contre l'équipe d'Australie, alors que les internationaux du Stade toulousain, de l'ASM Clermont Auvergne, de l'USA Perpignan et du Stade français disputaient les demi-finales du Top 14 2007-08 dans leurs clubs respectifs. 

## Palmarès

### En club
- Championnat de France de première division : 
  - Champion (1) : 1999  avec le Stade toulousain face à Clermont-Ferrand (remplace Christian Labit à la 77°)
- Champion de France Espoirs en 1997 avec l'USA Perpignan

### En équipe nationale
- 2 sélections en équipe de France en 2008
- Équipe de France A en 2003 : 3 sélections (Angleterre A, Écosse A, Italie A), 1 essai[réf. nécessaire]
- Équipe de France moins de 21 ans[réf. nécessaire]
- International de rugby à sept (Coupe du monde 2001)[réf. nécessaire]
- International militaire[réf. nécessaire]